# فیل برومول
فیل برومول (انگلیسی: Phil Brumwell؛ زادهٔ ۸ اوت ۱۹۷۵) بازیکن فوتبال اهل بریتانیا است.
از باشگاه‌هایی که در آن بازی کرده‌است می‌توان به باشگاه فوتبال هال سیتی، باشگاه فوتبال بلیث اسپارتانس، باشگاه فوتبال ساندرلند و باشگاه فوتبال دارلینگتون اشاره کرد.